# NAVI
NAVI（ナビ）は、東京都の二玄社が1984年から2010年まで発刊した月刊自動車雑誌である。
1984年4月、二玄社の月刊自動車雑誌『カーグラフィック』の姉妹誌として創刊された。2010年4月号をもって休刊。

## 概要
誌名は「New Automobile Vocabulary for the Intellectuals」（インテリのための新たな自動車のボキャブラリー）を意味する。初代編集長は大川悠が務めた。
当初は社会学や技術的観点から自動車を扱っていたが、のちに自動車関連のライフスタイルも扱い、コラムや特集記事で交通安全や環境問題なども取り上げた。フランス車、イタリア車、イギリス車、スウェーデン車などの輸入車を多く扱い、後年は日本車も多く扱った。
「エンスー」は渡辺和博による造語で、自動車愛好家を指す「エンスージアスト」の略語。渡辺が本誌の連載コラムで使用したのが初出である。

### 内容
徳大寺有恒、吉田匠、清水和夫など自動車評論家の記事、泉麻人、えのきどいちろう、神足裕司らのコラム、田中康夫、渡辺和博、矢作俊彦、笠井潔、村上春樹、栗本慎一郎など作家や学者の評論、対談、小説、などを創刊当初から、のちにテリー伊藤、小西良幸（ドン小西）、近田春夫の対談評論などを、それぞれ連載した。
徳大寺、舘内端、初代編集長の大川が、座談会形式で前年に登場した自動車を総括する「ナビトーク」は、毎年3月号に掲載して人気を得た。
文藝春秋のファッション雑誌『CREA』」から企画ごと移動した、田中康夫と浅田彰の対談企画「憂国呆談」を掲載していた時期もある。本企画は本誌連載終了後に『GQ』、『週刊ダイヤモンド』と掲載誌を変えて続いた。
白洲次郎が「日本国憲法とベントレー」と題して1987 - 1988年まで半年ほど連載していた。次郎が晩年乗っていたソアラの開発主査・岡田稔弘からの手紙から始まり、ゲストとして寬仁親王のインタビューなどもあった。
並行輸入車の記事もあり、南原竜樹がかつて中近東からの並行輸入を行っていたとき記事にされた（1988年10月号）。またオートトレーディングが長期リポート車シトロエンBXブレークのインポーター（並行輸入）として紹介された。当時は「新興並行輸入業者」であった。
1980年代から1990年代にかけては、田中康夫と渡辺和博が東京モーターショーのコンパニオンを批評する企画を毎年掲載した。

### 二代目編集長・鈴木正文
1989年に鈴木正文が編集長に就いた。鈴木は第二次ブントとして学生運動した新左翼活動家で「マルクス主義者」を自認する人物だが、編集方針は高級ブランドを積極的に扱うなどファッションを重視する物欲に溢れていた。鈴木編集長の末期はジョルジオ・アルマーニやプラダとタイアップしたグラビアや、甘糟りり子や叶姉妹のインタビューなど、ファッション雑誌的な傾向のタイアップ記事が増加した。
1999年に鈴木は編集長を突如退任し、翌2000年に新潮社から自動車雑誌『エンジン (ENGINE) 』を創刊して編集長に就いた。

#### 鈴木時代のエピソード

##### 湾岸戦争反戦集会

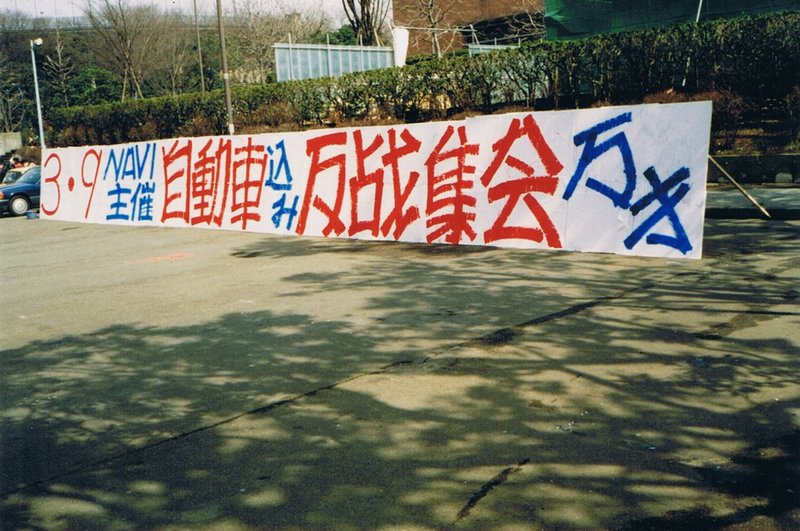
湾岸戦争時の「自動車込み反戦集会」立て看板（鈴木正文による自筆）

鈴木は湾岸戦争時の1991年、『NAVI』1991年2月号の誌上で自動車愛好家に対し「自動車込み反戦集会」を呼びかけ、1991年3月9日に千駄ヶ谷の明治公園で本誌編集部員と読者らによる「反戦集会」を開催した。編集部員は鈴木の指示で長期リポート車を、同調した読者は各自のマイカーをそれぞれ持ち込み、田中康夫ら執筆陣の一部も参加して、鈴木はアジテーション立て看板を自筆した。参加者には明治公園向かいに位置するラーメン店「ホープ軒」の食券を配布した。

##### 編集部員大量離脱事件
1993年初頭に、鈴木の編集部運営に反発した編集部員のおよそ10人が、二玄社経営陣へ鈴木編集長の解任を求めて抗議行動を起こした。
これに対し、二玄社経営陣が「（実売10万部で親雑誌のカーグラフィックよりも部数が伸びているのは）編集長としての鈴木の手腕である」として、抗議した編集部員数人を『NAVI』編集部から閑職に配置転換すると、当該編集部員らは退職した。このとき退職した編集部員には、『オートカー・ジャパン』副編集長となった齋藤浩之、自動車評論家である森慶太、小澤浩二（現・小沢コージ）らがいる。退職者のうち齋藤を除くメンバーは編集プロダクションを立ち上げたが、のちに解散している。2009年時点では、斎藤はエンジン誌の副編集長に就任し、森と小沢はともにエンジン誌の寄稿者として活動している。
副編集長の小川文夫（現・小川フミオ）と今尾直樹は鈴木を擁護し、陶山拓、 岡小百合、青木陽子らは編集部に残留した。また、抗議行動を起こした編集部員らを支援したノンフィクション作家で自動車評論家の中部博、写真家の守屋裕司らは同誌編集部に出入り禁止となった。

### その後
1999年に鈴木が退任すると、編集長は小川フミオ、主婦と生活社刊『フォルツァ！マッキナ』誌の元編集長であった鈴木真人、高平高輝と変遷し、6人目の編集長には兄弟誌『カーグラフィック』」の元編集長であった加藤哲也が就いた。
同誌の元編集部員で自動車評論家の小沢コージは、バブル景気絶頂期の1990年頃からしばらくが同誌の最盛期で、実売部数は10万部程度であったと語る。
モータースポーツにも参加しており、2009年にチーム郷とタイアップし「NAVI Team Goh」としてル・マン24時間に参戦することを発表した。チーム監督は『NAVI』編集長の加藤が務めることが決定しており、加藤は「モータースポーツに限らず企業スポーツが危機に瀕している状況を迎え、モータースポーツの価値をインサイダーとして見つめ直したくて企画した」と語る。チーム代表の郷和道は、当初「最低でも4、5年になるのでは」と長期計画の参戦予定で「最初の2年でチーム体制を整え、レギュレーションが大きく変わる2011年に照準を合わせる」方針と語っていたが、2009年のレース終了後にマシンを売却してチームを事実上解散した。

### 休刊
2010年3月号で、本号から塩見智が編集長を務めて誌面を刷新すると発表した。
しかしその後、売り上げと広告収入の減少で採算割れしていることを理由に、2010年3月1日発売の4月号をもって休刊した。また若者の車離れによる読者層の高齢化も伝えられた。

## データ
- 発行元：二玄社
- 創刊日：1984年9月
- 最終刊: 2010年4月号（同年3月1日発売）
- 発行日（当時）：毎月1日発行（毎月26日発売）
- 定価：780円、980円（2009年2月号～）、1,000円（2010年4月号）

## 主なコーナー
- ダイナミック・セーフティーテスト

清水和夫が数台の乗用車を様々な路面状況で試乗し、制動距離やハンドリングの限界特性を比較する。多くの場合、数台の欧州車・国産車が俎上に乗せられる。
- 矢貫隆の交通問題シリーズ

自動車を取り巻く様々な問題に対してスポットを当てる。
- TALK IN THE CAR - 日本のエンジニア ライバルを語る

岡崎宏司がエンジニアと対談。仮想敵となりうる輸入車と乗り比べる。
- 広告右説左説

梶祐輔（(日本デザインセンター代表取締役）が新旧の主に自動車広告について持論を展開する。
- 志賀正浩の車中対談

有名人のクルマを紹介しながら対談する。
- ちょっと、古い、クルマ探偵団
- 10年10万キロストーリー（金子浩久）
- 児玉英雄ギャラリー

カーデザイナー児玉英雄がオペル在籍時から続いている連載。
- ○と×

編集後記。編集者たちがその月に起こった良い事悪い事を書き綴る。創刊号より続く。数ヶ月間は読者にも○と×を求めていた時期があったが、募集の知らせが出たのみで実際にはコーナーにはならなかった。

## NAVI編集部出身の人物
『NAVI』元編集部員で、自動車評論家・作家などになった者は以下の通り。
- 下野康史（自動車評論家）
- 小川フミオ（自動車ライター、作家、編集者）
- 松本葉（エッセイスト、作家）
- 太田一義（イタリア自動車雑貨店経営）
- 森慶太（自動車評論家）
- 小澤コージ（自動車評論家）
- 陶山拓（評論家、2007年逝去）
- 青木陽子（カフェグローブ・ドットコム編集長）
- 武田徹（東京大学特任教授）
- 佐藤健

## 当時の姉妹誌
- 『MOTO NAVI』 - NAVIのオートバイ版。隔月刊。2010年2月26日発売号をもって休刊を発表するも、編集長の河西啓介が独立して立ち上げたボイス・パブリケーションが商標を買い取り2ヵ月後に復刊した。
- 『BICYCLE NAVI』 - NAVIの自転車（ロードバイク・マウンテンバイク・小径車）版。自転車誌だが自動車の広告もあった。2010年3月26日発売号で休刊となったが、『MOTO NAVI』同様こちらも5月号より復刊した。2017年9月20日発行の11月号で再度休刊。「輸入車のステーションワゴン・ミニバンに乗るドライバーが『最近は自転車がちょっとオシャレらしいから乗ってみようか』と考えているような流行優先の内容」「他の自転車誌に比べ内容が軽薄」と批判する声もあった。[誰?]
- 『Photo Navi』 - デジタルカメラを採り上げるムック。
- アウト・モトール・ウント・シュポルト - かつての特約誌。ここで取り上げられた記事の日本語版を毎号載せていた。